# Сорокопутовый свиристель
Сорокопутовый свиристель (лат. Hypocolius ampelinus) — птица из отряда воробьинообразных, единственный вид одноимённого рода сорокопутовые свиристели (Hypocolius) и семейства сорокопутовых свиристелей (Hypocoliidae).

## Таксономия
Родственные связи с другими певчими птицами до последнего времени оставались неясными. Ранее некоторые авторы предполагали, что вид родственен бюльбюлевым (Pycnonotidae) или сорокопутам (Laniidae). Похоже, что он родственен свиристелям (Bombycilla), и по крайней мере одно исследование, основанное на молекулярных последовательностях, предполагает, что он принадлежит к той же группе. Исследование, проведённое в 2019 году, показало, что вид относится к кладе, содержащей пальмовых чеканов (Dulidae), свиристелей (Bombycillidae), шелковистых свиристелей (Ptiliogonatidae), целебесских толстоголовок (Hylocitreidae) и вымерших гавайских медососов (Mohoidae), причём Hypocoliidae является сестринской группой для Mohoidae (оба разошлись примерно на 15-20 млн лет назад в начале-середине миоцена), а клада, содержащая Mohoidae и Hypocoliidae, была сестрой Hylocitreidae, которые разошлись немного раньше в миоцене.

## Описание
Сорокопутовый свиристель — стройная птица с длинным хвостом, коротким клювом, небольшим слабозаметным хохолком. Оперение схожее с оперением свиристелей — серого или серо-коричневого цвета и гладкое. Имеется половой диморфизм: у самцов от клюва через глаза к затылку тянется чёрная полоса в виде «маски», у самок её нет.
Взрослые особи достигают длины 18—23 см и массы 28—55 г.
Голос птицы мягкий, немного схожий с кошачьим.

## Ареал
Сорокопутовый свиристель распространён на Ближнем Востоке: Ирак, Иран, Афганистан, Пакистан, Туркменистан, Бахрейн, Индия, Кувейт, Катар, Саудовская Аравия, ОАЭ, Йемен; зимует у берегов Красного моря и Персидского залива от Аравии до Бахрейна; залетает в Турцию, Израиль, Египет и Оман. В Туркменистане гнездование подробно описано в тугайных лесах по берегам реки Теджен в окрестностях Тахта-Базара. Обитает в лесах, полупустынях и пустырях на кустарниках, и в оазисах в пустынях. Встречается также в пальмовых рощах и садах.

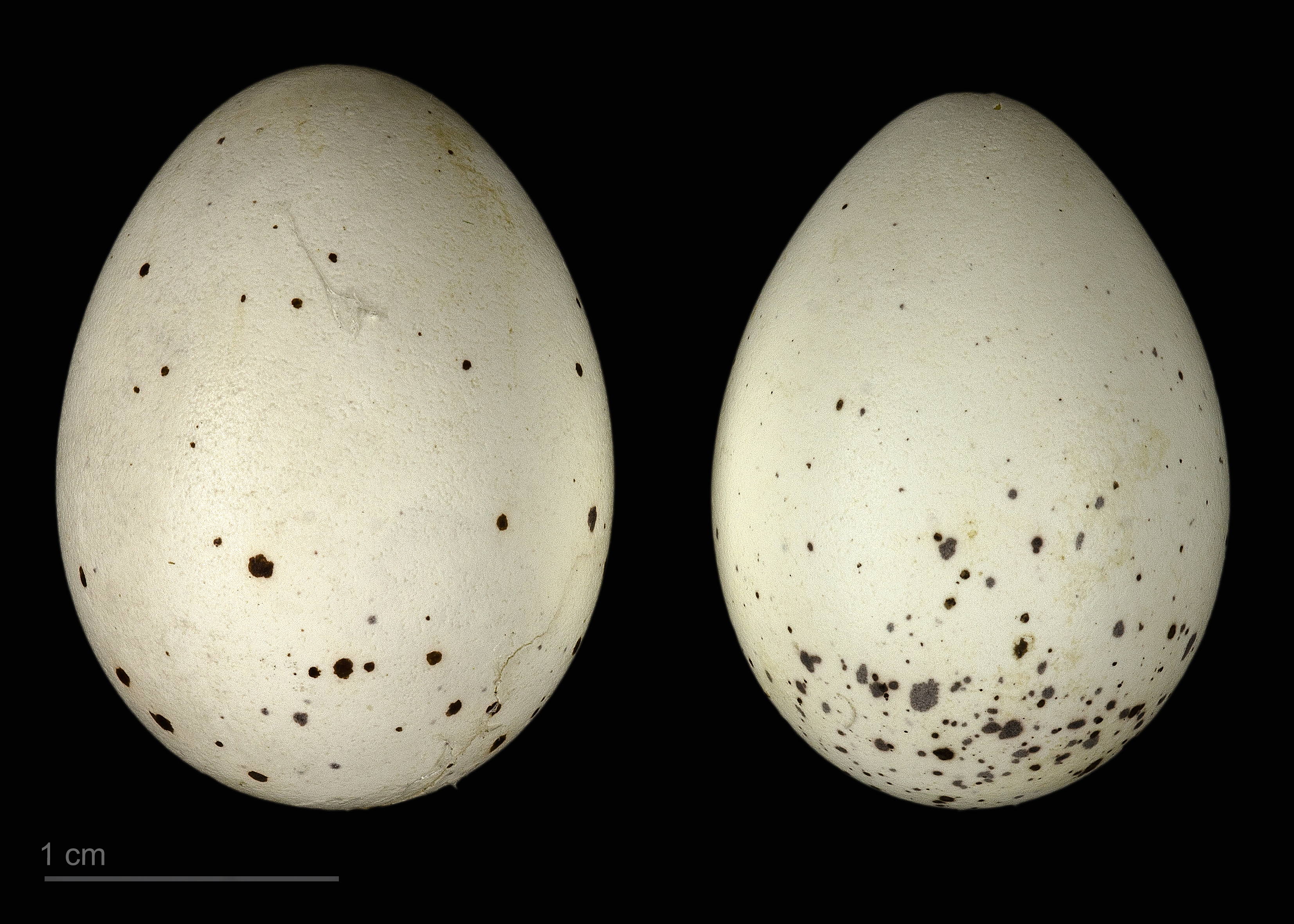
Яйцо Hypocolius ampelinus (Тулузский музей)

## Поведение
Скрытная птица. Будучи напуганной, летит под какое-нибудь укрытие, например, под покров листвы. Полёт быстрый и прямой. Зимой сбиваются в стайки.

## Размножение
Гнёзда строят эти птицы в кустарниках или незрелых пальмах на высоте около 4 м над землей. Большое, глубокое, чашеобразное гнездо строят из мягких перьев, пуха и т. п. Откладывает свиристелевый сорокопут 3-4 белых яйца, иногда с бледно-коричневыми крапинками. Инкубационный период длится 14-15 дней.